# Jelena Wostrikowa
Jelena Pietrowna Wostrikowa (ros. Елена Петровна Вострикова; ur. 2 grudnia 1989) – rosyjska zapaśniczka walcząca w stylu wolnym. Zajęła dziesiąte miejsce w mistrzostwach świata w 2013. Druga w Pucharze Świata w 2014. Mistrzyni Rosji w 2013 i 2015, druga w 2011 i 2014, a trzecia w 2012 i 2014 roku.